# Raccolta differenziata in Italia

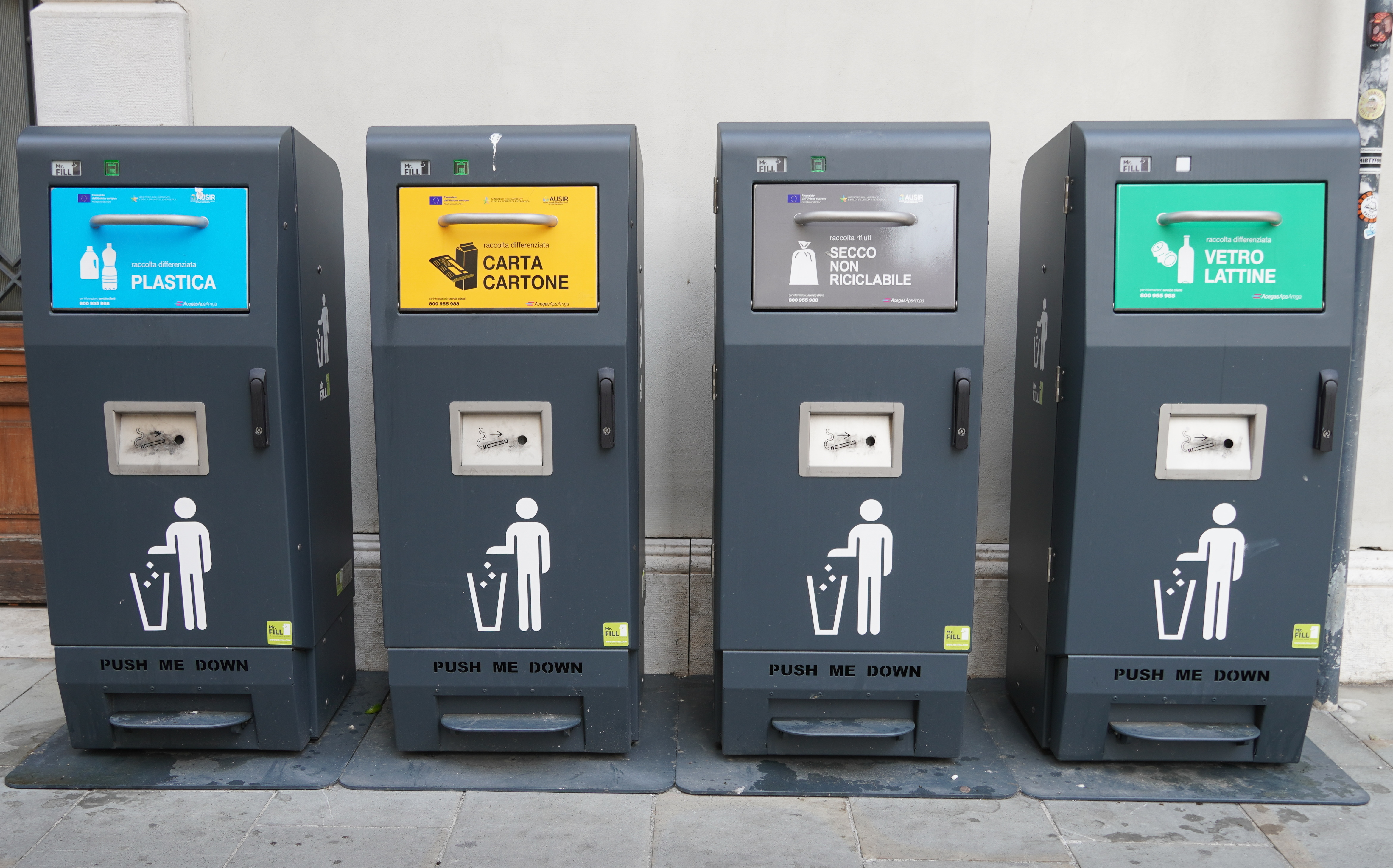
Contenitori per la raccolta differenziata a Trieste

La raccolta differenziata in Italia dei rifiuti è attiva sulla pressoché totalità del territorio nazionale, seppure con marcate differenze geografiche, prodotto di un'evoluzione storica non omogenea. Il 18 marzo si celebra la Giornata Mondiale del Riciclo, istituita nel 2018 dalla Global Recycling Foundation.

## Storia

### Periodo preunitario
Le prime ordinanze si ebbero nel 1430, quando nella città di Palermo vennero esposte delle ordinanze relative alla pulizia dei luoghi pubblici ed obbligavano i bottegai a mantenere in ordine gli spazi davanti ai loro locali.
La prima traccia di raccolta differenziata nella storia contemporanea si ha nella Napoli borbonica, capitale del Regno delle Due Sicilie sotto l'amministrazione di Ferdinando II, che emanò la norma: con decreto del 3 maggio 1832, firmato dal prefetto della polizia di Napoli, Gennaro Piscopo, si ebbero le prime pene detentive per i trasgressori. Re Ferdinando, fu il primo che in tal modo obbligava a mantenere l’igiene nelle strade; il prefetto diede disposizioni in merito, scrivendo nel testo che “Tutt’i possessori, o fittuarj di case, di botteghe, di giardini, di cortili, e di posti fissi, o volanti, avranno l’obbligo di far ispazzare la estensione di strada corrispondente al davanti della rispettiva abitazione, bottega, cortile, e per lo sporto non minore di palmi dieci di stanza dal muro, o dal posto rispettivo e che questo spazzamento dovrà essere eseguito in ciascuna mattina prima dello spuntar del sole, usando l’avvertenza di ammonticchiarsi le immondezze al lato delle rispettive abitazioni, e di separarne tutt’i frantumi di cristallo, o di vetro che si troveranno, riponendoli in un cumulo a parte”. Poi aggiungeva che “Dovranno recarsi né locali a Santa Maria in Portico, dove per comodo pubblico trovasi tutto ciò che necessita” e inoltre il divieto “di gettare dai balconi materiali di qualsiasi natura”.

### Periodo postunitario
Fino al miracolo economico del secondo dopoguerra i rifiuti urbani venivano prodotti in quantità notevolmente inferiore a quella odierna ed erano per la maggior parte costituiti da materiali di tipo organico e pertanto, soprattutto nelle aree rurali venivano riutilizzati per la produzione di compost o per l'alimentazione del bestiame. La maggior parte dei prodotti disponibili in commercio era venduta sfusa o in imballaggi biodegradabili (carta) o riutilizzabili (contenitori con vuoto a rendere). Non erano ancora diffusi i prodotti usa e getta (assorbenti, pannolini, fazzoletti, ecc.) e i beni di consumo venivano gettati solo quando erano diventati assolutamente inutilizzabili. Alcuni materiali, come il ferro e gli stracci, venivano raccolti separatamente e avviati a recupero di materia già allora in quanto possedevano un valore economico. Altri, come il legno e la carta, venivano riutilizzati come combustibile. Con la cenere si produceva la liscivia. Di conseguenza, il problema dello smaltimento dei rifiuti era molto più limitato rispetto ad oggi.
La raccolta, il trasporto e lo smaltimento dei rifiuti solidi urbani sono stati disciplinati per la prima volta dalla Legge 366 del 1941. All'epoca, quello dei rifiuti era considerato unicamente come un problema di carattere sanitario per diffusione di malattie infettive e di decoro urbano (deturpamento del paesaggio, odori e animali molesti). Non ci si poneva ancora problemi sull'impatto ambientale (o inquinamento) causato dai rifiuti e il seppellimento e la combustione incontrollata di rifiuti erano pratiche comuni e accettate.
Con l'avvento del boom economico e la diffusione del consumismo, a partire dagli anni cinquanta e sessanta aumentò notevolmente la diffusione dei prodotti usa e getta e dei prodotti imballati in confezioni monouso, incrementando in maniera rilevante la quantità dei rifiuti prodotti e modificando profondamente la loro qualità (in particolare è aumentata enormemente la diffusione delle materie plastiche, che non sono biodegradabili e sono nocive se bruciate). Di conseguenza, si aggravò il problema dell'eliminazione di questa enorme quantità di scarti.
A partire dagli anni settanta aumentò la sensibilità della popolazione e della comunità scientifica riguardo ai problemi ambientali e ci si cominciò a rendere conto che i tradizionali metodi impiegati per l'eliminazione dei rifiuti (seppellimento in discariche o combustione incontrollata) causavano l'inquinamento del suolo, delle acque e dell'aria e perciò emerse la necessità di ridurre la quantità di rifiuti prodotti, di riciclare parte di essi e di adottare tecniche di smaltimento più ecologiche (discariche controllate e inceneritori dotati di filtri).
In attuazione dalla direttiva 75/442 del 1975, il DPR 915 del 1982 stabiliva degli obblighi relativi al riciclo, al riuso e al recupero. La Legge 475 del 1988 fu più specifica, istituendo una serie di consorzi obbligatori per il riciclo dei contenitori per liquidi in plastica, vetro e metallo e imponendo esplicitamente la raccolta differenziata dei rifiuti solidi urbani.
Successivamente, la materia è stata normata in modo più specifico prima dal D.Lgs. 22 del 1997 ("Attuazione delle direttive 91/156/CEE sui rifiuti, 91/689/CEE sui rifiuti pericolosi e 94/62/CE sugli imballaggi e sui rifiuti di imballaggio"), meglio noto come Decreto Ronchi e poi dal D.Lgs. 152 del 2006 ("Norme in materia ambientale"), il cosiddetto Testo Unico Ambientale, tuttora in vigore dopo numerose modifiche. Nel 1997 viene anche istituito il consorzio CONAI (Consorzio Nazionale Imballaggi), per il recupero dei rifiuti di imballaggio, tramite sei diversi consorzi nazionali ognuno dedicato a uno specifico materiale:
- Consorzio nazionale recupero e riciclo degli imballaggi a base cellulosica (Comieco) per la carta e il cartone
- Consorzio nazionale per la raccolta, il riciclaggio e il recupero degli imballaggi in plastica (Corepla) per la plastica
- Consorzio recupero vetro (Coreve) per il vetro
- Consorzio imballaggi alluminio (Cial) per l'alluminio
- Consorzio nazionale riciclo e recupero imballaggi acciaio (Ricrea) per l'acciaio
- Consorzio nazionale per la raccolta, il recupero e il riciclo degli imballaggi in legno (Rilegno) per il legno.

L'art. 183 del decreto legislativo 3 aprile 2006, n. 152 che contiene le norme in materia ambientale definisce in questo modo la raccolta differenziata:
La raccolta differenziata dei rifiuti di imballaggio oltre che un obbligo di legge è anche un obbligo di convenienza e organizzazione economica. Lo stesso decreto legislativo dedica il titolo II alla gestione degli imballaggi e dispone che i produttori e utilizzatori degli imballaggi devono obbligatoriamente organizzarsi in consorzi con l'incarico recuperare gli imballaggi dopo il loro uso. Nei costi definitivi dei prodotti destinati al consumatore finale sono compresi quelli necessari al recupero degli imballaggi.
Nel 2009 è stato previsto l'obbligo per tutti i Comuni di raccogliere in maniera differenziata almeno il 35% dei rifiuti (in origine tale percentuale era da raggiungere nel 2003).
La nuova normativa ha previsto l'obbligo di raggiungere il 65% entro il 2012. Tuttavia, nel 2013 la percentuale di raccolta differenziata a livello nazionale è stata appena del 42,3% e l'obiettivo del 65% è stato raggiunto solamente nel 2022.
Ai sensi dell'art. 205, c. 6-quater, del D.Lgs. 152/2006, così come modificato dal D.Lgs. 116/2020, in vigore dal 1º gennaio 2022, per i Comuni è fatto obbligo di organizzare la raccolta differenziata almeno per le seguenti tipologie di rifiuti urbani:
- carta;
- metalli;
- plastica;
- vetro;
- legno;
- tessili;
- rifiuti organici;
- imballaggi;
- rifiuti da apparecchiature elettriche ed elettroniche;
- rifiuti di pile e accumulatori;
- rifiuti ingombranti ivi compresi materassi e mobili.

## Livello di raccolta
A livello nazionale la percentuale di raccolta differenziata è andata sempre aumentando di anno in anno, raggiungendo nel 2022 la soglia del 65% prevista dalla normativa:
- 2001: 17,39%
- 2002: 19,22%
- 2003: 21,11%
- 2004: 22,69%
- 2005: 24,22%
- 2006: 25,76%
- 2007: 27,53%
- 2008: 30,61%
- 2009: 33,56%
- 2010: 35,30%
- 2011: 37,75%
- 2012: 39,98%
- 2013, 42,28%
- 2014: 45,20%
- 2015: 47,49%
- 2016: 52,55%
- 2017: 55,54%
- 2018: 58,16%
- 2019: 61,28%
- 2020: 63,00%
- 2021: 64,04%
- 2022: 65,16%
- 2023: 66,63%

In Italia esistono molti Comuni che ottengono ottimi risultati superiori all'80% di materiale differenziato; tra le grandi città con più di 500 000 abitanti il primato spetta a Milano che ha registrato, nel 2015, il 48,93% di differenziata. Torino nel 2015 ha raggiunto il 42,8% di raccolta differenziata.
Nel 2009, invece, Salerno ha raggiunto il primato di capoluogo d'Italia con la più alta percentuale di raccolta differenziata (72%) raggiungendo, poi, a fine ottobre il 74,16%.

## Codice cromatico
Sebbene la norma EN 16403:2012 (Waste management - Waste visual elements) del 2012 affronti il tema della codifica dei colori nei rifiuti al punto 5, la standardizzazione del colore per la raccolta differenziata non è seguito in Italia, per cui ogni comune o azienda decide autonomamente, cosa che alcuni ritengono di ostacolo per una corretta pratica della raccolta differenziata. Il 28 settembre 2021 è entrata in vigore la norma tecnica UNI 11686:2017 ma alcuni consorzi non la seguono (per esempio, assegnando alla plastica il colore blu e alla carta quello giallo).

### Differenze regionali

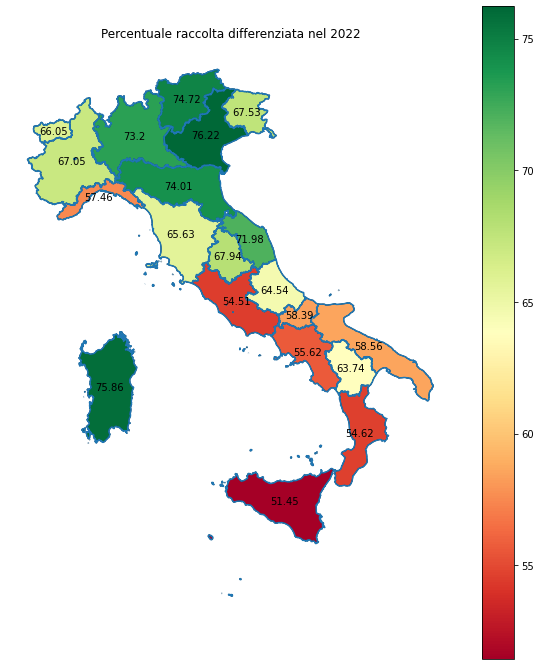
Fonte: [https://www.catasto-rifiuti.isprambiente.it/index.php?pg=regione&aa=2022®id= ISPRA

Per quanto riguarda la diffusione territoriale dei metodi di raccolta differenziata, si passa dalla raccolta con sistema “multimateriale pesante” (imballaggi metallo, vetro, plastica) largamente diffuso in Toscana, Emilia-Romagna, Lazio e Veneto, a quella di lattine e vetro attuata in Piemonte, Liguria, parte della Lombardia e parte della Calabria (precisamente solo nella zona di Reggio Calabria), alla raccolta dei soli imballi metallici in parte dell'Emilia-Romagna, Trentino-Alto Adige, fino ad arrivare alla più recente e innovativa raccolta “multimateriale leggera” (imballaggi in metallo e plastica) attuata in parte della Lombardia, Friuli-Venezia Giulia, Veneto, Puglia, Calabria, Sicilia, Campania, Marche e in parte del Piemonte.

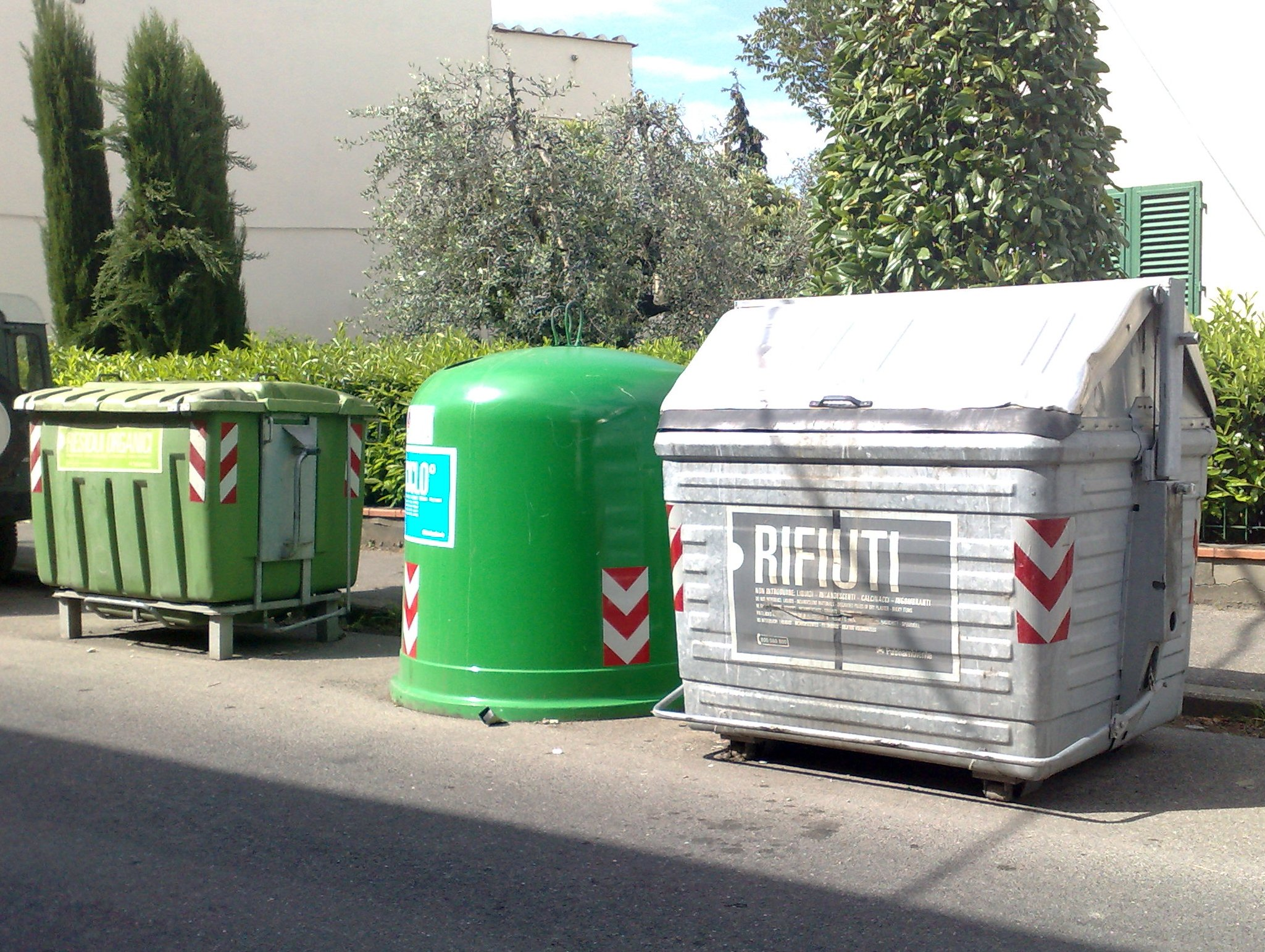
Cassonetti per la raccolta differenziata in Toscana.
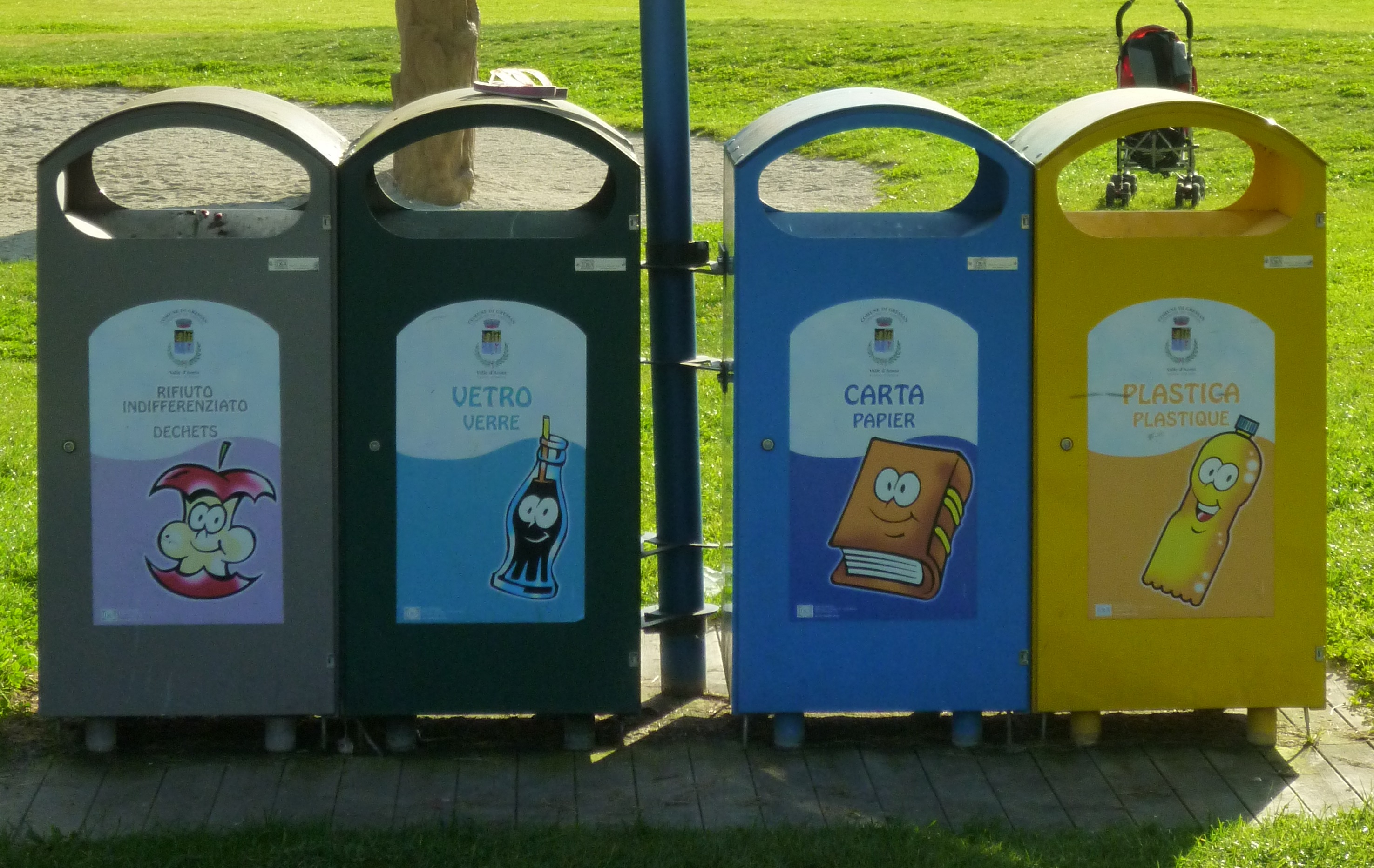
Cassonetti per la raccolta differenziata all'area verde del Bel-Air (Gressan)

#### Grandi città
Per quanto riguarda le grandi città, riportiamo alcune informazioni sintetiche:
- A Milano la raccolta differenziata viene praticata con la modalità "porta a porta" in tutto il territorio comunale[13]; il gestore ha fornito agli abitanti bidoni carrellati condominiali (verdi per il vetro e bianchi per carta e cartone) e sacchi (gialli per plastica e metallo e trasparenti per l'indifferenziato); la raccolta differenziata dell'organico è stata progressivamente introdotta ed è diventata obbligatoria per tutti dal 2014[14].
- A Roma si usano per la raccolta differenziata[15] cassonetti stradali a più bocche (blu per la carta, gialli per plastica e metallo, marrone per l’organico, verde per il vetro)[16] o con una sola bocca a battente (grigi per l'indifferenziato); la raccolta porta a porta, abituale fino al 1982 quando fu introdotta la raccolta meccanizzata su strada, è stata poi riavviata dal 2011 a partire da alcuni quartieri[17].
- A Napoli, dove ci sono stati problemi legati proprio alla raccolta indifferenziata, è in funzione un sistema di raccolta differenziata porta a porta in alcuni quartieri[18]; i rifiuti sono divisi in cinque categorie: carta, vetro, multimateriale (plastica e metalli), organico e indifferenziato. Nella parte restante, maggioritaria, della città, si pratica la raccolta stradale con campane gialle per plastica e lattine e verdi per il vetro, nonché mastelli bianchi per la carta, cassonetti grigi per l'indifferenziato e marroni per l'organico[19].
- A Torino la raccolta differenziata porta a porta è stata estesa progressivamente a una vasta parte della città[20][21]; nei quartieri dove continua la raccolta stradale, esistono cinque tipologie di cassonetti: indifferenziato, organico, carta, plastica e vetro e lattine.[22]
- A Firenze la raccolta differenziata avviene con modalità piuttosto articolate[23], essendo previsto l'uso, a seconda delle zone, di cassonetti, bidoncini, raccolta porta a porta, e anche postazioni interrate[24].
- A Palermo la raccolta differenziata viene praticata con la modalità porta a porta nel centro e in alcuni quartieri residenziali mentre nelle altre zone prevede[25] contenitori stradali divisi in quattro categorie: carta, plastica, vetro+metalli, indifferenziato.
- A Bologna la raccolta differenziata è effettuata con cassonetti gialli per plastica, blu per carta, marroni per organico, verdi per vetro e metalli e grigi per l'indifferenziato (questi ultimi apribili solo con tessera magnetica). Per le case sparse è attiva la raccolta domiciliare per carta (sacco blu), plastica (sacco giallo), organico (pattumella marrone) e indifferenziato (pattumella grigia); vetro e metalli vengono raccolti nei cassonetti stradali verdi.

In questa sintesi sono stati omessi farmaci scaduti, pile esaurite, oli di cottura, rifiuti ingombranti, per i quali in tutte le città valgono modalità speciali di raccolta o conferimento. In diverse città esistono anche particolari contenitori per la raccolta differenziata dagli abiti usati.

## Raccolta differenziata per tipologia

### Acciaio
Il riciclaggio dei materiali ferrosi (e dei metalli in genere) è praticato sin dai tempi più remoti, in quanto tali materiali possiedono un valore economico ed è più conveniente produrre metalli fondendo rottami metallici invece che materie prime vergini.
Attualmente, la raccolta differenziata e il riciclaggio degli imballaggi in acciaio in Italia è gestita a livello nazionale dal Consorzio nazionale riciclo e recupero imballaggi acciaio (RICREA), parte del sistema CONAI istituito dal D.lgs. 22/1997.
Nel 2023 il consorzio RICREA ha permesso il riciclaggio di 428.043 tonnellate di imballaggi in acciaio, pari all'87,8% della quantità immessa al consumo nel territorio nazionale. Il consorzio è attualmente convenzionato con 5.968 comuni italiani, il 76% del totale, rappresentanti l'85% della popolazione italiana.
Nella maggior parte dei comuni italiani gli imballaggi in acciaio vengono raccolti insieme ad altri materiali riciclabili, nella cosiddetta raccolta multimateriale. Oltre agli imballaggi (barattoli, scatolette, bombolette spray, tappi a corona, coperchi, ecc.) è possibile conferire nella raccolta differenziata anche piccoli oggetti in alluminio come pentolini, piccoli utensili, chiodi, viti, bulloni, ecc., mentre eventuali oggetti ingombranti, apparecchiature elettriche o elettroniche o contenitori in acciaio contenenti sostanze pericolose vanno depositati nei centri di raccolta.

### Alluminio
Ai fini di promuovere la raccolta differenziata e il riciclaggio dell'alluminio, in particolare delle lattine, la legge 475/1988 ha istituito il Consorzio obbligatorio alluminio e ambiente (COALA), sostituito nel 1997, in ottemperanza al D.lgs. 22/1997, dal Consorzio Imballaggi Alluminio (CIAL), che è diventato parte del sistema CONAI.
Al 31 dicembre 2023 il consorzio serviva 5.481 comuni italiani, il 69% del totale, per una popolazione di 44,8 milioni (il 76% del totale). Nel 2023 il riciclaggio dell'alluminio ha raggiunto il 70,3% del totale degli imballaggi in alluminio immessi al consumo, per un peso complessivo di 59.300 tonnellate. A queste si aggiungono 3.200 tonnellate di imballaggio sottile avviato a recupero energetico nei termovalorizzatori.
Nella maggior parte dei comuni italiani l'alluminio viene raccolto insieme ad altri materiali riciclabili, nella cosiddetta raccolta multimateriale. Oltre agli imballaggi (lattine, scatolette, bombolette spray, tappi a vite, vaschette, carta stagnola, ecc.) è possibile conferire nella raccolta differenziata anche piccoli oggetti in alluminio come caffettiere, pentolini, utensili da cucina, ecc., mentre eventuali oggetti ingombranti vanno depositati nei centri di raccolta.

### Carta e cartone
A livello nazionale la raccolta differenziata e il riciclaggio dei rifiuti cellulosici (carta e cartone) sono gestiti dal Consorzio nazionale recupero e riciclo degli imballaggi a base cellulosica (COMIECO). Fondato nel 1985 come soggetto di diritto privato dalla volontà di un gruppo di aziende del settore cartario interessate a promuovere il concetto di “imballaggio ecologico”, dal 1997 è diventato consorzio nazionale per il riciclo di questo materiale, in ottemperanza al D.lgs. 22/1997, venendo inserito nel sistema Conai.
A partire dal 2003 la raccolta differenziata della carta e del cartone è stata estesa anche agli imballaggi poliaccoppiati a prevalenza carta (come i cartoni per bevande Tetrapak e alcuni sacchetti per alimenti, purché abbiano almeno il 60% di componente cartacea), in quanto riciclabili nei moderni impianti.
Nel 2023 a livello nazionale la raccolta differenziata dei rifiuti cellulosici ha raggiunto la quota di 3,7 milioni di tonnellate.

#### Imballaggi e cartoni per bevande
Originariamente destinati alla raccolta indifferenziata in quanto composti da diversi materiali (carta, polietilene e alluminio) e quindi difficilmente riciclabili, grazie ad un accordo con Comieco, il Consorzio nazionale per lo sviluppo della raccolta e riciclo degli imballaggi a base cellulosica, risalente al 2003, in Italia la raccolta differenziata di carta e cartone è stata gradualmente ampliata anche ai cartoni per bevande contenitori (imballaggi a base carta per il 74%). 
Questi imballaggi vengono generalmente raccolti insieme alla carta o al cartone o, più raramente, insieme al "multimateriale" (plastica, alluminio, vetro, ecc.).
I cartoni per bevande vengono selezionati e avviati a riciclo in una cartiera dove, grazie all'uniformità di materiale in ingresso, viene prodotta nuova carta principalmente per uso grafico, riciclata da contenitori per bevande. Può essere di due tipi: cartalatte, di colore bianco-crema, e cartafrutta, di colore avana. In questa cartiera, a differenza delle altre cartiere che riciclano i cartoni per bevande provenienti dalla raccolta differenziata, è possibile anche il recupero della frazione polietilene e alluminio attraverso la produzione di materiale plastico secondario, utilizzabile nel campo dello stampaggio plastico, denominato ecoallene.

### Plastica
La legge 475/1988 ha istituito il Consorzio Replastic, che si occupava unicamente della raccolta e del riciclo dei contenitori per liquidi in plastica (bottiglie e flaconi) e che nel 1997, in ottemperanza al D.lgs. 22/1997, è stato sostituito dal Consorzio nazionale per la raccolta, il riciclaggio e il recupero degli imballaggi in plastica (COREPLA), parte del sistema CONAI. Nel 2001 il COREPLA ha esteso la raccolta differenziata e il riciclo a tutti gli imballaggi in materiale plastico.
Nel 2023 Corepla ha avviato al riciclo 1.041.971 tonnellate di imballaggi plastici in tutto il territorio nazionale, su un totale di 1.872.672 tonnellate di imballaggi plastici immessi al consumo. A questi si aggiungono ulteriori 516.253 tonnellate di materiale misto (detto plasmix) avviato in larga parte a recupero energetico, composto da imballaggi in plastiche non facilmente riciclabili e da rifiuti di vario tipo erroneamente conferiti nella raccolta degli imballaggi in plastica.
È importante ricordare che nella raccolta differenziata della plastica vanno conferiti solo gli imballaggi e non gli altri oggetti in plastica, i quali vanno gettati nell'indifferenziata (se di piccole dimensioni) o nei centri di raccolta (se ingombranti). In alcuni comuni, presso il centro di raccolta, è presente un cassone dedicato ai materiali ingombranti in plastica dura.

### Vetro
Imposta per la prima volta con la legge 475/1988, la raccolta differenziata e il riciclaggio del vetro in Italia dal 1997 sono gestiti dal Consorzio recupero vetro (COREVE), istituito dal D.lgs. 22/1997 nell'ambito del sistema CONAI.
Nel 2023 a livello nazionale stono state riciclate 2.045.768 tonnellate di imballaggi in vetro (bottiglie e vasetti), pari al 77,4% dell'immesso al consumo, permettendo un risparmio di 3,9 milioni di tonnellate di materie prime e di 414 milioni di metri cubi di gas, nonché la riduzione delle emissioni di CO2 per 2,4 milioni di tonnellate, rispetto alla produzione di tale quantitativo di vetro a partire da materie prime vergini.
Nella raccolta del vetro vanno conferiti solo gli imballaggi (bottiglie, vasetti, ecc.), in quanto altri oggetti in vetro (bicchieri, pirofile per forno, suppellettili, specchi, vetri di finestre, lampadine, ecc.) possono contenere sostanze estranee (come il piombo) o avere punti di fusione più elevati e quindi compromettere la qualità del nuovo vetro prodotto dal riciclo; pertanto questi materiali vanno conferiti nei rifiuti indifferenziati o nelle isole ecologiche.

### Legno e sughero
In Italia dal 1997 la raccolta differenziata e il riciclaggio del legno è gestito dal Consorzio nazionale per la raccolta, il recupero e il riciclo degli imballaggi in legno (Rilegno), istituito dal D.lgs. 22/1997 nell'ambito del sistema CONAI.
Nel 2023 Rilegno ha permesso il riciclo di 1.641.938 tonnellate di legno e la rigenerazione con reimmissione al consumo di 909.210 tonnellate di imballaggi in legno (pallet), permettendo il risparmio di 1,8 milioni di tonnellate di CO2.
Normalmente i rifiuti in legno (soprattutto cassette e bancali) vengono conferiti presso i centri di raccolta o ritirati presso le attività commerciali.
Esistono anche dei punti di raccolta per i tappi di sughero, destinati al riciclaggio del sughero.

### Rifiuti tessili
Dal 1º gennaio 2022 è fatto obbligo per tutti i comuni italiani di predisporre la raccolta differenziata per i rifiuti tessili (già praticata da molti anni in diversi comuni), anticipando di 3 anni l'obbligo imposto in tutta l'Unione Europea a partire dal 1º gennaio 2025.
Nel 2023 in Italia sono state raccolte 171.600 tonnellate di rifiuti tessili, in aumento rispetto alle 160.300 del 2022 e alle 154.200 del 2021 (prima dell'obbligo).
La raccolta dei rifiuti tessili si applica sia agli abiti in buono stato, che possono essere riutilizzati come tali, che agli abiti rotti e agli stracci (purché puliti, se sporchi vanno nell'indifferenziata), che possono essere avviati a recupero di materia.

### Rifiuti organici
Una parte consistente dei rifiuti urbani è costituita dalla frazione organica biodegradabile (avanzi alimentari, rifiuti da manutenzione di giardini e orti, tovaglioli usati, sacchetti e stoviglie compostabili, piccoli oggetti in legno, ecc.) che viene generalmente raccolta separatamente in quanto utilizzabile per la produzione di compost e biometano, oltre che poco adatta sia allo smaltimento in discarica (a causa dell'elevata produzione di percolato in seguito alla decomposizione) che al recupero energetico (a causa del basso potere calorico dovuto all'elevata umidità).
La raccolta differenziata dell'umido (avanzi alimentari) e del verde (avanzi del giardino o dell'orto), già praticata da diversi anni in molte realtà, è stata resa obbligatoria a livello nazionale a partire dal 1° gennaio 2022, anticipando di due anni l'obbligo a livello UE previsto per il 1° gennaio 2024. Tuttavia, nel 2022, ben 675 comuni italiani (per una popolazione complessiva di circa 900.000 abitanti) risultavano inadempienti.
A livello nazionale la raccolta e il compostaggio della frazione organica dei rifiuti urbani sono gestiti dal Consorzio Italiano Compostatori (CIC), un’organizzazione senza fini di lucro finalizzata a promuovere e valorizzare le attività di riciclo della frazione organica dei rifiuti e dei sottoprodotti per la produzione di compost e biometano.

### Rifiuti di apparecchiature elettriche ed elettroniche (RAEE)
La raccolta differenziata dei rifiuti di apparecchiature elettriche ed elettroniche (RAEE) è importante per due motivi: permette di recuperare preziose materie prime, in particolare i metalli e le plastiche, ed evita che le sostanze pericolose presenti in alcune apparecchiature elettriche ed elettroniche (come i clorofluorocarburi, i policlorobifenili o l'amianto contenuti in alcune vecchie apparecchiature, il mercurio delle lampade fluorescenti o il litio, il piombo e il cadmio di alcune batterie) possano inquinare l'ambiente.
Per questo motivo, il D.lgs. 151/2005, in attuazione delle direttive europee 2002/95/CE, 2002/96/CE e 2003/108/CE relative alla riduzione dell'uso di sostanze pericolose nelle apparecchiature elettriche ed elettroniche e allo smaltimento dei relativi rifiuti, istituisce la raccolta differenziata di questa tipologia di rifiuti.
I cittadini possono smaltire i RAEE con le seguenti modalità:
- conferimento presso centro di raccolta o ecomobile (nei comuni dove è previsto questo servizio);
- ritiro a domicilio previo appuntamento col gestore del servizio di raccolta rifiuti urbani (generalmente per le apparecchiature più ingombranti);
- uno contro uno (dal 18/06/2010 - D.M. 65/2010): consegna dell'apparecchiatura dismessa al rivenditore al momento dell'acquisto di quella nuova;
- uno contro zero (dal 22/07/2016 - D.M. 121/2016): solo per le apparecchiature di dimensione inferiore a cm 25, consegna presso i punti vendita di superficie superiore a 400 m² in cui vengono vendute le apparecchiature elettriche ed elettroniche, anche senza acquisto di nuova apparecchiatura.

La raccolta e il riciclaggio dei RAEE sono gestiti a livello nazionale dal consorzio Centro di Coordinamento RAEE (CDC RAEE), che nel 2023 ha gestito complessivamente 510.708 tonnellate di RAEE in 1071 impianti autorizzati.

### Batterie
La raccolta differenziata delle batterie di qualsiasi tipo (da quelle per autoveicoli a quelle stilo o a bottone per uso domestico) è fondamentale in quanto esse contengono sostanze pericolose per l'ambiente e la salute se smaltite scorrettamente. Inoltre il piombo, presente soprattutto nelle batterie per autoveicoli, oltre a essere nocivo può anche essere riciclato.
La legge 475/1988 ha imposto per la prima volta la raccolta differenziata delle batterie al piombo, istituendo a tale scopo il Consorzio obbligatorio delle batterie al piombo esauste e dei rifiuti piombosi.
Attualmente, la raccolta di tutti i tipi di batterie e accumulatori è gestita vari consorzi costituiti a tale scopo, ai sensi del D.lgs. 188/2008, che attua la direttiva europea 2006/66/CE concernente pile, accumulatori e relativi rifiuti, il quale a sua volta ha abrogato la precedente direttiva 91/157/CEE.
In molti esercizi commerciali e aree pubbliche sono presenti contenitori per il conferimento di batterie di piccole dimensioni, mentre quelle di grandi dimensioni come quelle per autoveicoli e motoveicoli devono essere conferite nei centri di raccolta.

### Farmaci
La dispersione di farmaci nell'ambiente può avere un impatto ambientale negativo, in quanto spesso non si biodegradano in tempi brevi e, nel caso di farmaci contenenti sostanze antibiotiche o ormonali, potrebbero aumentare la resistenza dei batteri agli antimicrobici, interferire con i sistemi endocrini dell’uomo e degli animali e sviluppare allergie, soprattutto nei bambini e negli anziani.
Per questo motivo i farmaci scaduti o comunque non utilizzabili non vanno gettati nei rifiuti indifferenziati, né nei rifiuti organici e né negli scarichi, ma bensì negli appositi contenitori generalmente collocati nei pressi delle farmacie o nei centri di raccolta.
In questi contenitori non vanno mai conferiti gli imballaggi esterni, i foglietti illustrativi e i contenitori vuoti, che vanno differenziati in base al materiale.